# 博物館之夜
博物館之夜是一項文化活動。博物館等各種藝文場所開放整夜藉以獲得新的參觀體驗。可能會伴隨免門票或通票等優惠。歐洲的博物館之夜通常是在國際博物館日或者與其最近的一個周六晚。在意大利，國立博物館通常會在這一夜免票以吸引情侶和親子客人。

## 歷史
第一次的博物館之夜始於1997年的柏林。這項活動廣受好評，因此越來越多藝文設施紛紛加入，迅速的傳播至超過120個歐洲城市，在波蘭也是廣受歡迎。
第一次波蘭博物館之夜於2003年在波茲南的波茲南國家博物館舉辦，現今有超過150各城市參與這項活動。每年五月時，波蘭最棒的博物館會開放至凌晨兩點，並舉辦特別的活動吸引大量參觀人潮。

## 外部連結
- 博物館之夜官網